# Auxilium Pallacanestro Torino
Auxilium Pallacanestro Torino was een professionele basketbalclub uit Turijn, Italië die uitkwam in de Lega Basket Serie A.

## Geschiedenis
Auxilium Pallacanestro Torino is opgericht in 1974. In de Korać Cup haalde Auxilium Pallacanestro Torino één keer de finale. In 1976 verloren ze van Jugoplastika Split uit Joegoslavië met 84-87. In 1983 wonnen ze de allereerste editie van de Haarlem Basketball Week. In 2018 werd Auxilium Pallacanestro Torino Bekerwinnaar van Italië. Op 10 mei 2019 had de Bondsraad acht punten afgetrokken van Torino vanwege financiële onregelmatigheden. Als gevolg hiervan degradeerde de club naar de Serie A2, nadat ze als laatste in het seizoen was geëindigd. Op 28 juni 2019 werd de club failliet verklaard.

## Erelijst
- Bekerwinnaar Italië: 1
  - Winnaar: 2018

- Supercupwinnaar Italië: 
  - Runner-up: 2018

- Korać Cup:
  - Runner-up: 1976

- Haarlem Basketball Week: 1
  - Winnaar: 1983

## Bekende (oud)-spelers
- Romeo Sacchetti
- Pino Brumatti
- Alessandro Abbio
- Renzo Vecchiato
- Carlos Delfino
- Sasha Vujačić
- Scott May

## Bekende (oud)-coaches
- Giovanni Asti
- Giuseppe Guerrieri
- Romeo Sacchetti

## Sponsornamen
- 1974-1975: Saclà Torino
- 1975-1979: Chinamartini Torino
- 1979-1981: Grimaldi Torino
- 1981-1987: Berloni Torino
- 1987-1988: San Benedetto Torino
- 1988-1990: Ipifim Torino
- 1990-1991: Auxilium Torino
- 1991-1993: Robe di Kappa Torino
- 1993-1995: Francorosso Torino
- 1995-1998: Kappa Torino
- 1998-1999: Caffarel Torino
- 1999-2002: Auxilium Torino
- 2002-2008: Iscot Auxilium Torino
- 2015-2016: Manital Torino
- 2016-2019: FIAT Torino